# Kateřina Sunesdotter
Kateřina Sunesdotter (švédsky Katarina Sunesdotter, 1215? – 1252, klášter Gudhem) byla v letech 1244 až 1250 švédská královna a poté abatyše v gudhemském klášteře ve Falbygdenu.
Byla dcerou Sune Folkasona a Heleny, dcery švédského krále Sverkera II. Roku 1243 či 1244 se stala manželkou krále Erika a přinesla si do manželství značné věno. Její královský původ ze strany matky měl posílit Erikovy nároky na švédský trůn.
Manželství netrvalo dlouho, roku 1250 kulhavý a koktavý král bez potomstva zemřel. Králem se po Erikovi stal jeho nedospělý synovec Valdemar Birgersson, syn jeho sestry.
Kateřina se poté odebrala do klášterního ústraní a stala se abatyší v Gudhemu, kde roku 1252 zesnula a byla tam i pohřbena. Protože skandinávské zvykové právo nedovolovalo členům církevních řádů vlastnit rodové majetky, věnovala Kateřina svůj majetek příbuzným nebo církevním institucím.